# Nhị Đảm
Nhị Đảm (giản thể: 二胆岛; phồn thể: 二膽島; bính âm: Èrdǎn Dǎo) là một hòn đảo ở ven bờ biển tỉnh Phúc Kiến của Trung Quốc đại lục, song nằm dưới quyền kiểm soát của chính phủ Trung Hoa Dân Quốc. Đảo Nhị Đảm nằm cách đảo Hạ Môn khoảng 7 hải lý. Đảo Nhị Đảm có diện tích 0,28 km², toàn đảo đều là vùng đất cao, núi trung tâm cao 58 mét. Toàn đảo bị ám tiêu bao quanh, không có bãi biển và bến cảng tốt.
Cùng với đảo Đại Đảm, đảo Nhị Đảm được gọi là "tiền tuyến của tiền tuyến" của Trung Hoa Dân Quốc. Về mặt hành chính, đảo Nhị Đảm thuộc hương Liệt Tự của huyện Kim Môn. Trên đảo Nhị Đảm không có cư dân, chỉ có quân đồn trú. Hiện nay, việc mở cửa lĩnh vực du lịch tại đảo, xây cáp treo giữa Đại Đảm và Nhị Đảm đang được xem xét.